# V. Murád oszmán szultán
V. Murád (Isztambul, 1840. szeptember 21. – Isztambul, 1904. augusztus 29.) oszmán szultán 1876-ban.

## Élete

### Ifjúkora
Murád I. Abdul-Medzsid fiaként született 1840. szeptember 21-én. Herceg korában a Mehemed Murád efendi nevet viselte, nagybátyja pedig, a gyanakvó Abdal-Aziz 1861-es trónra lépése óta felügyelet alatt tartotta, mert Murád a trónrendnek nagybátyja által tervezett módosítását nem helyeselte.

### Trónralépte, trónfosztása
Mikor nagybátyja 15 évi rossz kormányzása alatt a birodalmat a bukás szélére juttatta és 1876. május 30-án palotaforradalom következtében trónjától megfosztották, az összeesküvők Murád herceget kiáltották ki szultánná, aki Isten kegyelméből és a nemzet akaratából kezdte uralkodását. Rövid néhány hét alatt azonban kiderült, hogy a testileg és lelkileg megtört Murád a kormányra teljesen képtelen, amiért augusztus 31-én megint letették és a Boszporusz mellékén a Csiragán palotába zárták.

### Halála
Murád „börtönében” halt meg 63 évesen 1904. augusztus 29-én.